# Монтедор
Парк Монтедор — одна из частей Никитского ботанического сада, заложен во второй половине XX века (1947—1974 гг.)
Адрес: шоссе Дражинского, пос. Никита, Ялта, Крым.
Название парку дал мыс Монтодор (на дореволюционной карте также встречается название «мыс Ментодор»)
Проект парка был разработан архитектором Алексеевым[уточнить] при участии В. В. Беляева. В начале 70-х годов была проведена реконструкция парка по проекту архитектора А. А. Анненкова. Парк «Монтедор», устроен в ландшафтном стиле. На территории парка произрастает более 10000 экземпляров деревьев, относящихся к 350 такосонам. Более полно в парке представлены коллекции родов Сосна, Кедр, Кипарис, Кизильник, Дуб, Ясень, Орех.
В парке Монтедор имеются растения которых больше нет в Крыму, к таким растениям относятся иглица шиповатая, липа Максимовича, дуб ливанский, ликвидамбар формозский, можжевельник китайский «Каизука», прозопис бархатный, платан мексиканский, рафиолепис индийский, шинус терпентинолистный, секвойядендрон гигантский «Полушаровидный» и единственная в России роща кедра короткохвойного.
С конца девяностых парк был закрыт для посетителей и стал приходить в запустение, прекратился уход и за растениями, а с 2013 года была угроза перехода земли в частную собственность. Со сменой власти парк остался под руководством Никитского ботанического сада и уже 8 ноября 2017 года был открыт для посещения в составе основных экскурсий по парку.